# Metabolito secundario
Los metabolitos secundarios son compuestos orgánicos producidos por bacterias, hongos o plantas los cuales no están directamente involucrados en el crecimiento, desarrollo o reproducción normal del organismo. A diferencia de los metabolitos primarios, la ausencia de metabolitos secundarios no produce la muerte inmediata, sino más bien un deterioro de la habilidad de supervivencia a largo plazo, la fecundidad o la estética del organismo, e incluso en ocasiones ningún cambio significativo en absoluto. Metabolitos secundarios específicos a menudo se encuentran limitados a un conjunto estrecho de especies dentro de un grupo filogenético. Los metabolitos secundarios a menudo juegan un papel importante en las defensas de las plantas contra la herbivoría y otras defensas interespecies. Los humanos usan ciertos metabolitos secundarios como medicamentos, saborizantes, pigmentos y drogas recreativas.
Los metabolitos secundarios son de ayuda al organismo que los produce en funciones importantes como la protección, la competencia y las interacciones entre especies, pero no son necesarios para la supervivencia. Una calidad definitoria importante de los metabolitos secundarios es su especificidad. Por lo general, los metabolitos secundarios son específicos a una especie, aunque existe evidencia considerable de que la transferencia horizontal a través de especies o géneros juega un papel importante en la evolución bacteriana (y, probablemente, fúngica). Las investigaciones también muestran que el metabolismo secundario puede afectar a diferentes especies de diferentes maneras. Por ejemplo, en un mismo bosque, cuatro especies separadas de folívoros marsupiales arbóreos reaccionaron de manera diferente a un metabolito secundario en eucaliptos. Esto muestra que diferentes tipos de metabolitos secundarios pueden dividirse entre dos nichos ecológicos de herbívoros. Además, ciertas especies evolucionan para resistir los metabolitos secundarios e incluso los usan para su propio beneficio. Por ejemplo, las mariposas monarca han evolucionado para poder comer algodoncillo (Asclepias) a pesar del metabolito secundario tóxico que contiene. Esta capacidad además permite que la mariposa y la oruga sean tóxicas para otros depredadores debido a la alta concentración de metabolitos secundarios consumidos.

## Metabolitos secundarios en plantas
Las plantas son capaces de producir y sintetizar diversos grupos de compuestos orgánicos, los cuales se dividen en dos grupos principales: metabolitos primarios y secundarios. Los metabolitos secundarios son productos metabólicos intermedios o finales, que no son esenciales para el crecimiento y la vida de las plantas productoras, sino que son necesarios para la interacción de las plantas con su entorno y se producen en respuesta al estrés. Sus propiedades antibióticas, antifúngicas y antivirales protegen a la planta de los patógenos. Algunos metabolitos secundarios, como los fenilpropanoides, protegen a las plantas del daño de los rayos ultravioleta. Los metabolitos secundarios de las plantas se clasifican por su estructura química y se pueden dividir en cuatro clases principales: terpenos, fenilpropanoides (como los compuestos fenólicos), policétidos y alcaloides.

### Terpenos y terpenoides

Fórmula estructural del pirofosfato de isopentenilo (IPP), cuyos átomos de carbono constituyen los componentes básicos de los terpenos. Debido a la presencia de cinco átomos de carbono, el bloque de construcción derivado se denomina unidad C5.

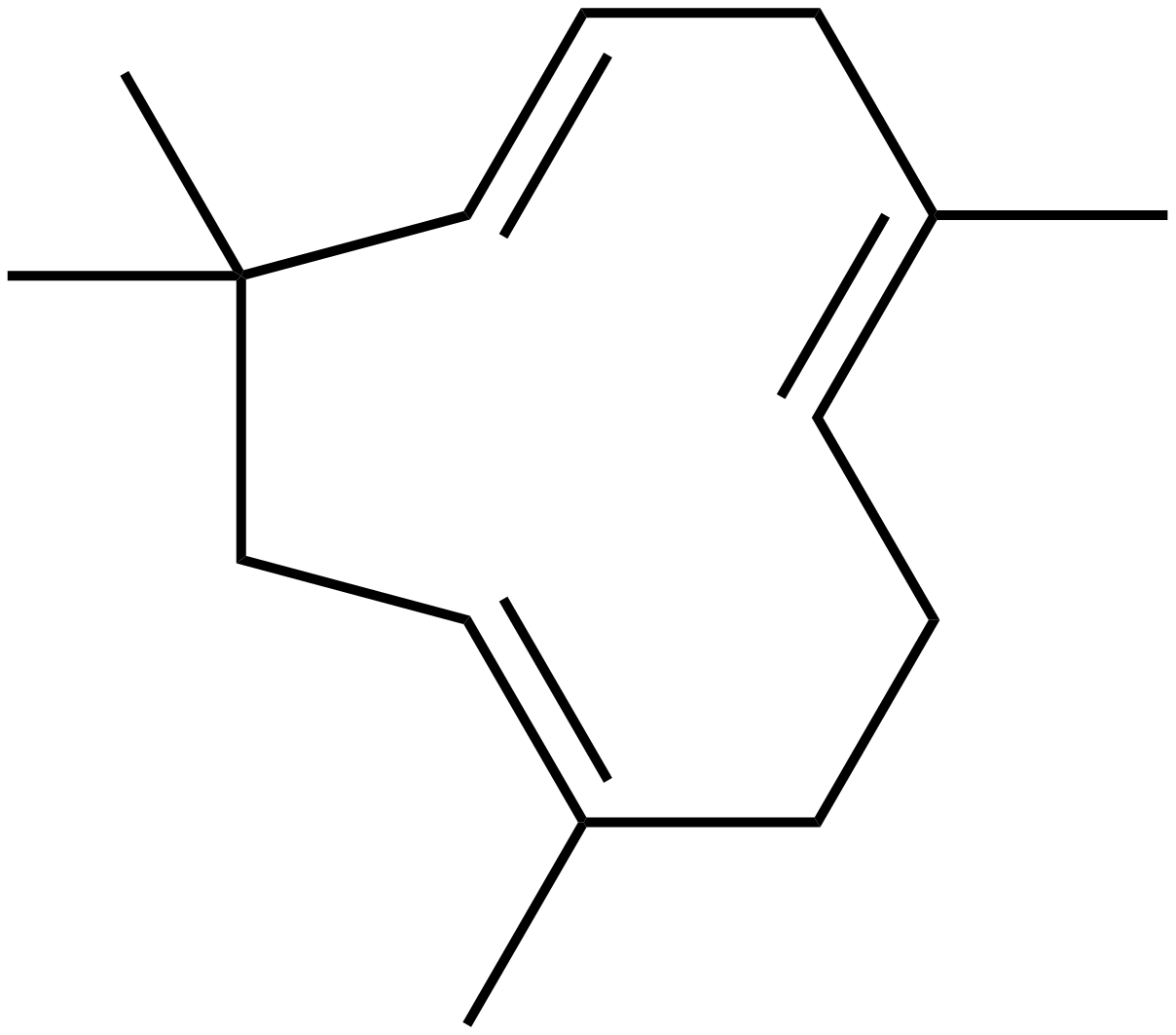
Fórmula estructural del humuleno, un sesquiterpeno monocíclico (llamado así porque contiene 15 átomos de carbono) que se construye a partir de tres unidades C5 derivadas del pirofosfato de isopentenilo (IPP).

Fórmula esquelética del terpenoide taxol, un fármaco contra el cáncer.

Los terpenos constituyen una gran clase de productos naturales que se componen de unidades de isopreno. Los terpenos son solo hidrocarburos y los terpenoides son hidrocarburos oxigenados. La fórmula molecular general de los terpenos son múltiplos de (C5H8)n, donde 'n' es el número de unidades de isopreno enlazadas. Por lo tanto, los terpenos también se denominan compuestos isoprenoides. La clasificación se basa en el número de unidades de isopreno presentes en su estructura. Algunos terpenoides (es decir, muchos esteroles) son metabolitos primarios. Algunos terpenoides que pueden haberse originado como metabolitos secundarios se han reclutado posteriormente como fitohormonas, como las giberelinas, brasinoesteroides y estrigolactonas.
| Número de unidades de isopreno | Nombre            | Átomos de carbono |
| 1                              | Hemiterpeno       | C5                |
| 2                              | Monoterpeno       | C10               |
| 3                              | Sesquiterpenos    | C15               |
| 4                              | Diterpeno         | C20               |
| 5                              | Sesterterpeno     | C25               |
| 6                              | Triterpeno        | C30               |
| 7                              | Sescuarterterpeno | C35               |
| 8                              | Tetraterpeno      | C40               |
| Más de 8                       | Politerpeno       |                   |
| ------------------------------ | ----------------- | ----------------- |

Todos los terpenoides, tanto los que participan en el metabolismo primario como los más de 25 000 metabolitos secundarios, son derivados del compuesto IPP (Isopentenil difosfato o "5-carbono isopentenil difosfato") formados en la vía del mevalonato. Aparecen en muchos tipos de plantas y tienen una actividad biológica importante (Goodwin 1971).

### Compuestos fenólicos
Los compuestos fenólicos son compuestos químicos caracterizados por la presencia de una estructura de anillo aromático que lleva uno o más grupos hidroxilo. Los compuestos fenólicos son los metabolitos secundarios más abundantes de las plantas, que van desde moléculas simples como el ácido fenólico, hasta sustancias altamente polimerizadas como los taninos. Las clases de fenólicos se han caracterizado sobre la base de su esqueleto básico:
| Átomos de carbono | Esqueleto básico | Clase                                              |
| ----------------- | ---------------- | -------------------------------------------------- |
| 6                 | C6               | Compuesto fenólico                                 |
| 7                 | C6 - C1          | Ácidos fenólicos                                   |
| 8                 | C6 - C2          | Acetofenona, Ácido fenilacético                    |
| 9                 | C6 - C3          | Fenilpropanoides, Ácido hidroxicinámico, Cumarinas |
| 10                | C6 - C4          | Naftoquinona                                       |
| 13                | C6 - C1- C6      | Xantona                                            |
| 14                | C6 - C2 - C6     | Estilbenos, Antraquinona                           |
| 15                | C6 - C3 - C6     | Flavonoides, Isoflavonoides                        |
| 18                | (C6 - C3 ) 2     | lignanos, neolignans                               |
| 30                | ( C6 - C3 - C6)2 | Biflavonoides                                      |

Los más de 8000 compuestos fenólicos conocidos se sintetizan por la ruta del ácido shikímico y/o a partir de los aminoácidos fenilalanina y tirosina. Un ejemplo de fenol vegetal es el resveratrol, un estilbenoide C14 producido por las uvas.

### Alcaloides
Se conocen alrededor de 12 000 alcaloides, que contienen uno o más átomos de nitrógeno, son biosintetizados principalmente a partir de aminoácidos. Los alcaloides presentan una gran diversidad de estructuras químicas (Robinson 1981). Son fisiológicamente activos en los animales, aún en bajas concentraciones, por lo que tiene muchos usos en medicina. Ejemplos conocidos son la cocaína, la morfina, la atropina, la colchicina, la quinina, y la estricnina.

## Metabolitos secundarios en microorganismos
En microbiología se emplea un criterio de cinética de crecimiento para definir el metabolismo secundario: se describe como aquel que sucede en la fase estacionaria, es decir, cuando se ha producido la contención del crecimiento.  En la trofofase (fase de crecimiento de los microorganismos) no se producen metabolitos secundarios. Es en la idiofase (fase en la que el microorganismo no crece, pero sigue metabólicamente activo) normalmente, cuando se producen. Para que se produzca el metabolito secundario, primero deben asegurarse condiciones óptimas durante la trofofase. Como mecanismo de defensa, la producción de metabolitos secundarios no se produce inmediatamente después de la conclusión de la trofofase. Primero, al comienzo de la idiofase, deben hacerse resistentes a sus propios antibióticos. 
No se conocen bien los factores que disparan la producción de metabolitos secundarios. Se sabe que el paso de trofofase a idiofase se produce cuando algún nutriente del medio es limitante. Suele tratarse de C, N o P. Al faltar algunos de estos factores, se altera la producción de metabolitos primarios y se originan inductores de enzimas que darán lugar a metabolitos secundarios.
Muchos metabolitos secundarios de microorganismos son de gran de interés industrial por sus funciones como antibióticos, pigmentos, antitumorales, y otras.

## Implicaciones para la salud humana
La mayoría de los nutracéuticos polifenoles de origen vegetal deben sufrir transformaciones intestinales, por microbiota y enzimas de enterocitos, para poder ser absorbidos a nivel de enterocitos y colonocitos. Esto da lugar a diversos efectos beneficiosos en el consumidor, incluida una amplia gama de efectos protectores contra virus, bacterias y parásitos protozoarios.
Los metabolitos secundarios también tienen un fuerte impacto en los alimentos que comen los humanos. Algunos investigadores creen que ciertos compuestos volátiles de metabolitos secundarios son responsables de las preferencias alimentarias humanas que pueden estar basadas evolutivamente en alimentos nutritivos. Esta área de interés no se ha investigado a fondo, pero tiene implicaciones interesantes para el origen de las preferencias humanas. Muchos metabolitos secundarios ayudan a la planta a obtener nutrientes esenciales, como el nitrógeno. Por ejemplo, las legumbres usan flavonoides para señalar una relación simbiótica con las bacterias fijadoras de nitrógeno (rhizobium) para aumentar su absorción de nitrógeno. lo cual hace que muchas plantas que utilizan metabolitos secundarios sean ricas en nutrientes y ventajosas para el consumo humano. 